# 십행
10행(十行)은 다음의 분류, 그룹 또는 체계의 한 요소이다. 이 문서에서는 첫 번째의 보살 수행계위로서의 10행에 대해 다루며 나머지는 해당 문서에서 다룬다.
1. 10행(十行, 영어: ten practices of bodhisattva for others,[3] ten necessary activities,[2] ten practices[4])은 대승불교의 보살 수행계위 가운데 특정한 10가지 계위를 말한다.
2. 10행(十行, 영어: ten practices of bodhisattva[5])은 보살이 행하는 신(信) · 비(悲) · 자(慈) · 사(捨) · 불피권(不疲惓) · 지경서(知經書) · 지세지(知世智) · 참괴(慚愧) · 견고력(堅固力) · 공양(供養)의 10가지 수행을 말한다.
3. 10행(十行)은 신(身) · 구(口) · 의(意)로 짓는 10가지 악행인 신3(身三) · 구4(口四) · 의3(意三)의 10악(十惡)을 말한다.

보살 수행계위로서의 10행(十行)은 다음의 분류, 그룹 또는 체계의 한 요소이다.
- 대승불교에서 널리 받아들여지고 있는, 《보살영락본업경》에서 설하고 있는 보살 수행계위인 10신 · 10주 · 10행 · 10회향 · 10지 · 등각 · 묘각의 52위 가운데 10행을 말한다.[9][10]
- 대승불교의 경전인 《화엄경》에서 설하고 있는 보살 수행계위인 10주 · 10행 · 10회향 · 10지 · 불지(佛地)의 41위 가운데 10행을 말한다.
- 대승불교의 화엄종의 법장이 《화엄경탐현기》에서 세운 보살 수행계위인 10신 · 10해(十解) · 10행 · 10회향 · 10지 · 불지의 51위 가운데 10행을 말한다.
- 대승불교의 경전인 《인왕경》에서 설하고 있는 보살 수행계위인 10신 · 10주 · 10행 · 10회향 · 10지 · 묘각의 51위 가운데 10행을 말한다.
- 대승불교의 경전인 《수능엄경》에서 설하고 있는 보살 수행계위인 간혜지(乾慧地) · 10신 · 10주 · 10행 · 10회향 · 4가행(四加行) · 10지 · 등각 · 묘각의 57위 가운데 10행을 말한다.
- 《월인석보》 제2권에서 설하고 있는 보살 수행계위인 간혜지(乾慧地) · 10신 · 10주 · 10행 · 10회향 · 4가행(四加行) · 10지 · 등각 · 금강혜(金剛慧) · 묘각의 58위 가운데 10행을 말한다.[11]
- 대승불교의 법상종의 규기가 세운 보살 수행계위인 10주 · 10행 · 10회향 · 10지 · 묘각의 41위 가운데 10행을 말한다.
- 대승불교의 법상종의 원측이 세운 보살 수행계위인 10신 · 10주 · 10행 · 10회향 · 10지 · 등각 · 묘각의 52위 가운데 10행을 말한다.

10행(十行)은 10행심(十行心)이라고도 하며, 10가지 이타행(利他行)을 행하는 단계이다. 52위 가운데 10신(十信)과 10주(十住)는 스스로를 진리에 안착하게 하는 자리행(自利行)이다. 이에 비해 10행(十行)은 다른 유정들로 하여금 진리에 안착하게 돕는 이타행(利他行)이다. 즉, 먼저 스스로 진리에 안착한 후 다시 다른 유정들이 진리에 안착하도록 돕는 것이 10행까지의 흐름이다.
대승불교에서 널리 채택하고 있는 《보살영락본업경》의 52위의 보살 수행계위에 따르면 10행의 순서와 명칭은 다음과 같다.
1. 환희행(歡喜行)
2. 요익행(饒益行)
3. 무진한행(無瞋恨行) 또는 무에한행(無恚恨行)
4. 무진행(無盡行)
5. 이치란행(離癡亂行)
6. 선현행(善現行)
7. 무착행(無著行)
8. 존중행(尊重行)
9. 선법행(善法行)
10. 진실행(眞實行)

## 참고 문헌
- 고려대장경연구소. 《고려대장경 전자 불교용어사전》. 고려대장경 지식베이스 / (사)장경도량 고려대장경연구소. |title=에 외부 링크가 있음 (도움말)
- 곽철환 (2003). 《시공 불교사전》. 시공사 / 네이버 지식백과. |title=에 외부 링크가 있음 (도움말)
- 법장 술, 노혜남 번역 (K.1513, T.1733). 《화엄경탐현기》. 한글대장경 검색시스템 - 전자불전연구소 / 동국역경원. K.1513(47-458), T.1733(35-107). |title=에 외부 링크가 있음 (도움말)
- 운허.  동국역경원 편집, 편집. 《불교 사전》. |title=에 외부 링크가 있음 (도움말)
- 축불념 한역, 노혜능 번역 (K.530, T.1485). 《보살영락본업경》. 한글대장경 검색시스템 - 전자불전연구소 / 동국역경원. K.530(14-374), T.1485(24-1010). |title=에 외부 링크가 있음 (도움말)
- 행담 (2008). 《『화엄경』「十地品」에 나타난 修行次第에 관하여》. 지도교수 해주.
- (중국어) 법장 술 (T.1733). 《화엄경탐현기(華嚴經探玄記)》. 대정신수대장경. T35, No. 1733, CBETA. |title=에 외부 링크가 있음 (도움말)
- (중국어) 佛門網. 《佛學辭典(불학사전)》. |title=에 외부 링크가 있음 (도움말)
- (중국어) 星雲. 《佛光大辭典(불광대사전)》 3판. |title=에 외부 링크가 있음 (도움말)
- (중국어) 축불념 한역 (T.1485). 《보살영락본업경(菩薩瓔珞本業經)》. 대정신수대장경. T24, No. 1485, CBETA. |title=에 외부 링크가 있음 (도움말)